# Propozycja frankfurcka
Propozycja frankfurcka – memorandum skierowane do Francji i Napoleona I przez siły koalicji antyfrancuskiej, sformułowane w listopadzie 1813 r. po spotkaniu przedstawicieli Austrii, Rosji i Prus. Memorandum zawierało zestaw warunków, pod którymi koalicjanci byliby skłonni pozwolić Napoleonowi zachować władzę.
Gdy po bitwie pod Lipskiem upadek Napoleona stał się realny, koalicjanci zaczęli spierać się o sposób potraktowania Francji. Car Aleksander I proponował ustanowienie marionetkowego króla, podczas gdy Brytyjczycy chcieli restauracji Burbonów. W listopadzie 1813 r. Klemens von Metternich ogłosił propozycję frankfurcką, w której zaproponował Napoleonowi pozostanie na tronie osłabionej Francji, uznając że wówczas Napoleon będzie dłużnikiem Austrii. Napoleon odrzucił jednak propozycję. Jednocześnie Brytyjczycy przestraszyli się możliwości realizacji scenariusza Metternicha i nakazali wicehrabiemu Castlereagh kontynuowanie rozmów z koalicjantami i naciskanie na restaurację Burbonów. Metternich i Castlereagh szybko porozumieli się, by zapobiec jednoczesnemu zbytniemu wzmocnieniu się Rosji. W efekcie cztery mocarstwa podpisały traktat w Chaumont, w którym zawarły antyfrancuskie przymierze na kolejne 20 lat.